# 종다리

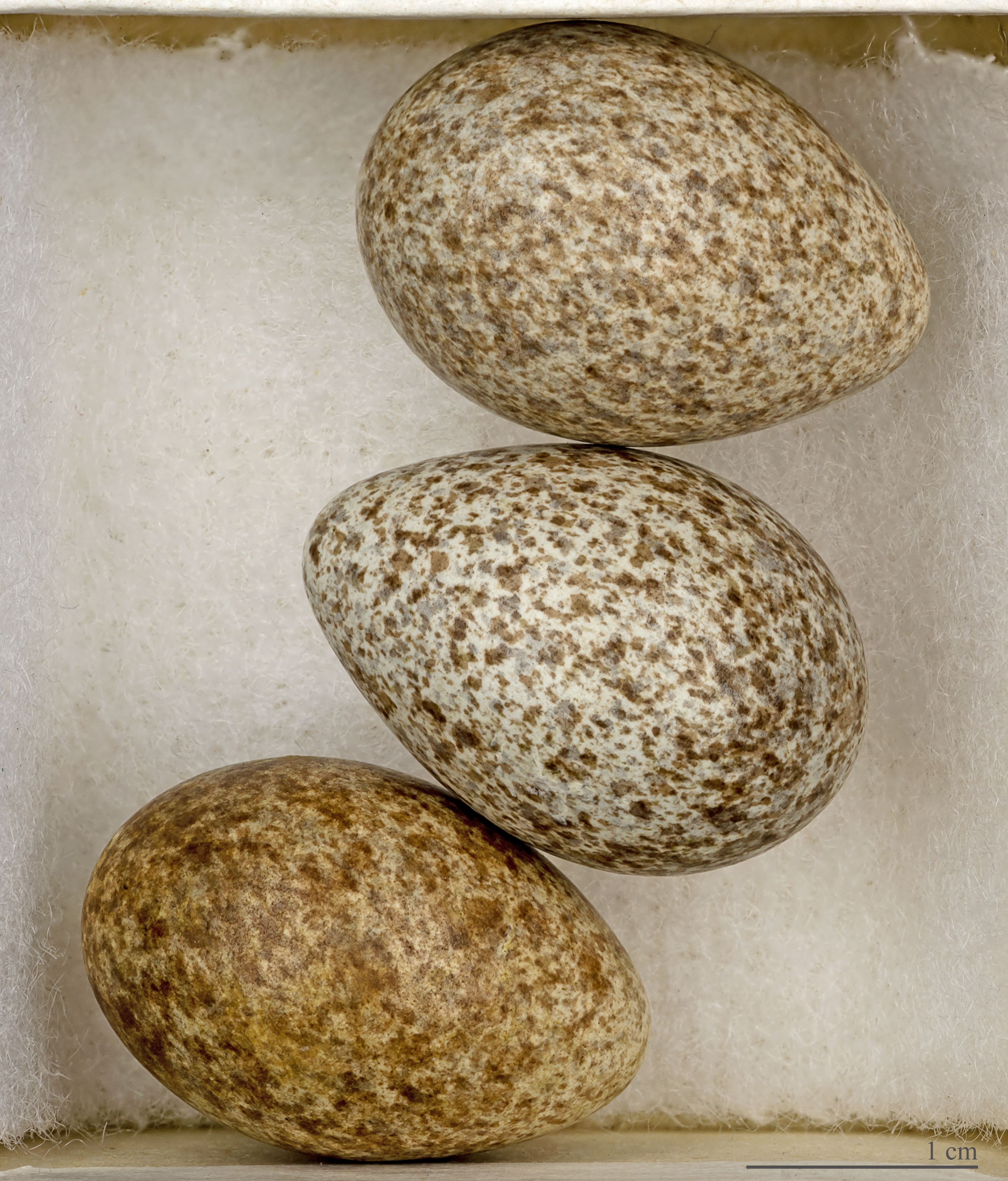
Alauda arvensis

종다리(영어: Eurasian skylark)는 종다리과에 속하는 새로 대한민국, 중국, 일본 등에서 흔히 볼 수 있는 텃새이다. 학명은 Alauda arvensis이다. 이전 명칭은 노고지리이며 종달새라 불리기도 한다. 고천자, 규천자, 운작, 종지조라고도 한다.

## 개요
대한민국에서 흔하게 보이는 겨울철새이며, 과거에는 텃새 개체가 많았지만 개체수가 급격히 감소하였다. 몸길이는 18cm정도이며, 대체로 갈색을 띄며 무늬가 있다. 날개를 펼치면 끝부분에 흰색이 보이고 뒷발톱이 길다. 종다리는 흥분하면 머리깃을 세우는 특징이 있다

## 서식
서식지는 농경지(논, 밭 등), 풀밭 등이며, 겨울철엔 무리를 지어다닌다. 둥지는 땅위에 지어 알은 한번에 3~6개를 낳고 알의 색은 회백색 바탕에 어두운색 반점이 있으며, 암수가 교대로 11일정도 품는다.

## 먹이
먹이는 곤충류, 거미류, 식물의 씨앗 등이다.

## 분포
여름철에 만주, 연해주, 사할린, 시베리아 등 냉대, 아한대지역에서 번식하는 개체들은 겨울철에 한국, 중국, 일본 등 남쪽으로 이동하여 월동한다. 이 지역에서는 텃새로 생활하는 새도 있다.